# Пехларн
Пехларн је градско насеље у општини Мелк у Доњој Аустрији (Аустрија). Познато је као место рођења сликара и писца Оскара Кокошке.
Ту живи 3 915 становника (31. 12. 2009).

## Партнерски градови
- Ридлинген